# Anna Short Harrington
Anna Short Harrington (Wallace, Carolina del Sur 1897-Syracuse, Nueva York 1955) fue una modelo estadounidense. Fue una de varias modelos afroamericanas contratadas como imagen de la corporativa "Aunt Jemima".

## Biografía
Anna Short nació en 1897 en el área de Wallace del condado de Marlboro, Carolina del Sur.
La familia Short vivía en la plantación de Pegues Place como aparceros.
Creció en Bennettsville, Carolina del Sur, donde tuvo tres hijas y dos hijos.
Su esposo, Weldon Harrington, dejó a la familia después de 10 años de matrimonio.
En 1927, se mudó al norte para trabajar como empleada doméstica para una familia en Nedrow, Nueva York.
Un año después, se reunió con sus cinco hijos en Syracuse, Nueva York.
Harrington cocinó para varias fraternidades en la Universidad de Syracuse.
En 1935, Quaker Oats descubrió que cocinaba panqueques en la Feria del Estado de Nueva York en el área de Syracuse.
Un anuncio de noviembre de 1935 en Woman's Home Companion enfatizó su acento y dialecto sureño, diciendo "Deja que la tía cante en tu cocina".
Parte de la comerciabilidad de Harrington habría sido su acento sureño como nativa de Carolina del Sur.
Su última aparición registrada fue el Post-Standard Home Show de 1954.
Murió en Syracuse en 1955 a la edad de 58 años y fue enterrada en el cementerio de Oakwood.
Había ganado suficiente dinero para comprar una casa de 22 habitaciones con un bungalow en el patio trasero en Monroe Street, en un área segregada conocida como 15th Ward, en ese momento considerado uno de los peores barrios marginales del mundo. La casa de varias habitaciones se había dividido en unidades de vivienda de una sola habitación, donde alquilaba muchas de las habitaciones a huéspedes.
La casa fue demolida para la renovación urbana y la construcción de la Interestatal 81 en la década de 1960.

## Problemas Legales
El 5 de agosto de 2014, los descendientes de Anna Short Harrington presentaron una demanda en busca de un acuerdo multimillonario en el Tribunal de Distrito de EE. UU. para el Distrito Norte de Illinois contra los acusados Quaker Oats y PepsiCo. La demanda, que también incluyó a Pinnacle Foods y  Hillshire Brands, acusó a las compañías de no pagar a Harrington y sus herederos una "parte justa equitativa de las regalías" de la marca de mezcla para panqueques y jarabe que usa su imagen y recetas. La demanda fue sobreseída con perjuicio y sin permiso para enmendar el 18 de febrero de 2015.